# Tim Post
Tim Post (* 1963) ist ein kanadischer Schauspieler und Synchronsprecher.

## Leben
Post wurde 1963 in Kanada geboren.
1996 in Silent Trigger – Im Fadenkreuz des Killers und 1997 in Red Zone war er jeweils an der Seite von Dolph Lundgren zu sehen. Außerdem wirkte er 1997 in Der Gejagte als Chick Ward und bis einschließlich 1999 in der Fernsehserie Lassie in 30 Episoden als Ethan Bennet mit. 2002 folgten unter anderen Rollen als Timothy Sandburg in Das Denver-Attentat oder 2003 in Mambo Italiano die Nebenrolle des Peter. Von 2003 bis 2004 hatte er wiederkehrende Rollen in den Serien Korea: The Unfinished War und Mental Block inne. 2006 stellte er im Katastrophenfernsehfilm Solar Attack – Der Himmel brennt die Rolle des Joe Aguilar dar. Er spielte 2013 in Enemy als Anthonys Portier mit. Ab demselben Jahr bis einschließlich 2014 wirkte er in der Fernsehserie Defiance in den Rollen eines Boxmanagers und in insgesamt fünf Episoden als Giemo mit. 2020 übernahm er die Rolle des J.D. Salinger im Film Mein Jahr in New York.

## Filmografie (Auswahl)
- 1993–1994: Grusel, Grauen, Gänsehaut (Are You Afraid of the Dark?, Fernsehserie, 2 Episoden, verschiedene Rollen)
- 1994: Lady Cops (Fernsehserie, Episode 2x11)
- 1995: Hiroshima (Fernsehfilm)
- 1995: Vents contraires (Fernsehfilm)
- 1996: Silent Trigger – Im Fadenkreuz des Killers (Silent Trigger)
- 1996–1998: My Hometown (Fernsehserie, 14 Episoden)
- 1997: Muttertag des Grauens (When Secrets Kill, Fernsehfilm)
- 1997: PSI Factor – Es geschieht jeden Tag (PSI Factor – Chronicles of the Paranormal, Fernsehserie, Episode 1x21)
- 1997: Red Zone (The Peacekeeper)
- 1997: Der Gejagte (Affliction)
- 1997: The Assignment – Der Auftrag (The Assignment)
- 1997–1999: Lassie (Fernsehserie, 30 Episoden)
- 1998: Babyface
- 1998: Rescuers: Stories of Courage: Two Families (Fernsehfilm)
- 1999: Total Recall 2070 (Fernsehserie, 2 Episoden)
- 1999: Nicht perfekt (Different, Fernsehfilm)
- 1999: Forever Mine – Eine verhängnisvolle Liebe (Forever Mine)
- 1999: Power Play (Fernsehserie, Episode 2x01)
- 1999: Both Sides of the Law
- 2000: The Crossing – Die entscheidende Schlacht (The Crossing)
- 2000: Battlefield Earth – Kampf um die Erde (Battlefield Earth: A Saga of the Year 3000)
- 2000: Heartbeat (Fernsehserie, Episode 10x9)
- 2000: The Chippendales Murder (Fernsehfilm)
- 2000: The Moving of Sophia Myles (Fernsehfilm)
- 2000: A Day in a Life
- 2001: Doc (Fernsehserie, Episode 1x01)
- 2001: Notruf aus der Todeszelle (Life in the Balance)
- 2002: Das Denver-Attentat (Aftermath)
- 2002: Soldat Kelly (Cadet Kelly)
- 2002: Men with Brooms
- 2002: Soul Food (Fernsehserie, Episode 3x02)
- 2002: Gleason
- 2002: Die Brady Familie im Weißen Haus (The Brady Bunch in the White House, Fernsehfilm)
- 2003: Levity
- 2003: Rudy: The Rudy Giuliani Story (Fernsehfilm)
- 2003: Mambo Italiano
- 2003: A Woman Hunted
- 2003: Wild Card (Fernsehserie, Episode 1x01)
- 2003: Bugs – Die Killerinsekten (Bugs, Fernsehfilm)
- 2003: Korea: The Unfinished War (Miniserie, 4 Episoden)
- 2003–2004: Mental Block (Fernsehserie, 8 Episoden)
- 2004: Dawn of the Dead
- 2004: The Last Casino (Fernsehfilm)
- 2005: Matchball für die Liebe (15/Love, Fernsehserie, Episode 3x02)
- 2005: The Life and Hard Times of Guy Terrifico
- 2005: G-Spot (Fernsehserie, 2 Episoden)
- 2005: Catching the Chameleon
- 2005: Der Ehrenkodex (Code Breakers, Fernsehfilm)
- 2006: Time Bomb (Fernsehfilm)
- 2006: Solar Attack – Der Himmel brennt (Solar Strike, Fernsehfilm)
- 2006: Dark Oracle (Fernsehserie, 6 Episoden)
- 2006: Last Exit (Fernsehfilm)
- 2007: Moose TV (Fernsehserie, Episode 1x04)
- 2007: I’m Not There
- 2008, 2012: Mayday – Alarm im Cockpit (Air Crash Investigation/Mayday/Air Disaster, Fernsehdokuserie, 2 Episoden, verschiedene Rollen)
- 2009: Cra$h & Burn (Fernsehserie, Episode 1x01)
- 2010: Durham County – Im Rausch der Gewalt (Durham County. Fernsehserie, Episode 3x05)
- 2011: Wandering Eye (Fernsehfilm)
- 2011: Covert Affairs (Fernsehserie, Episode 2x06)
- 2011: Liebe und andere Hindernisse (Reel Love, Fernsehfilm)
- 2012: Seven Years (Kurzfilm)
- 2013: Enemy
- 2013–2014: Defiance (Fernsehserie, 6 Episoden)
- 2014: X-Men: Zukunft ist Vergangenheit (X-Men: Days of Future Past)
- 2015: Game On (Fernsehserie, Episode 1x35)
- 2016: Zeit für Legenden (Race)
- 2016: Beauty and the Beast (Fernsehserie, Episode 4x05)
- 2016: The Strain (Fernsehserie, Episode 3x09)
- 2016: Shut In
- 2017: Murdoch Mysteries – Auf den Spuren mysteriöser Mordfälle (Murdoch Mysteries, Fernsehdokuserie, Episode 10x17)
- 2017: The Expanse (Fernsehserie, Episode 2x08)
- 2017: Real Detective (Fernsehdokuserie, Episode 2x06)
- 2018: Fahrenheit 451
- 2018: Anne with an E (Fernsehserie, Episode 2x08)
- 2018: Die Wahrheit über den Fall Harry Quebert (The Truth About the Harry Quebert Affair, Fernsehserie, Episode 1x08)
- 2019: Thicker Than Water (Fernsehfilm)
- 2020: Mein Jahr in New York (My Salinger Year)
- seit 2021: Mayor of Kingstown (Fernsehserie)
- 2021: Nightmare Alley
- 2022: The Expanse: One Ship (Fernsehserie, Episode 1x05)
- 2023: Priscilla

## Synchronisationen
- 2012: Haven (Fernsehserie, Episode 3x01)
- 2016: Deus Ex: Mankind Divided (Computerspiel)
- 2021: Outriders (Computerspiel)